# Al-Safa' SC
Al-Safa' Beirut Sporting Club (ar. نادي الصفاء الرياضي بيروت) – libański klub piłkarski, grający obecnie w pierwszej lidze libańskiej, mający siedzibę w Bejrucie.

## Historia
Al-Safa' Beirut Sporting Club został założony w 1939 roku. DPo raz pierwszy do pierwszej ligi awansował w 1961 roku. Zespół Al-Safa' dwukrotnie zostawał mistrzem kraju (stan na 2015 rok). Pierwsze mistrzostwo kraju zdobył w 2012, a kolejne w 2013 roku. Al-Safa' dziesięciokrotnie grał w finale Pucharu Libanu. Trzy z nich wygrał. W 1964 roku pokonał 1:0 w finale Nejmeh SC. W 1986 roku wygrał 1:0 z Al-Ansar Bejrut, a w 2013 roku - 2:1 z Shabab Al-Sahel.

## Sukcesy
- I liga: 2

2012, 2013
- Puchar Libanu: 3

1965, 1987, 2013
finalista: 1971, 1990, 1991, 1995, 2000, 2008, 2011
- Superpuchar Libanu: 1

2013–14
- Puchar Elity: 2

2009, 2012

## Występy w azjatyckich pucharach
- Puchar AFC: 5 występów

2008: finał
2009: 1/8 finału
2012: faza grupowa
2013: faza grupowa
2014: 1/8 finału
- Puchar Zdobywców Pucharów: 2 występy

1992–93: I runda
2000–01: I runda

## Skład na sezon 2014/2015
| Nr | Poz. | Piłkarz         |
| -- | ---- | --------------- |
| 1  | BR   | Ziad Al-Samad   |
| 2  | OB   | Ali Al Saadi    |
| 3  | OB   | Baquir Younes   |
| 4  | PO   | Amer Khan       |
| 5  | PO   | Omar Owayda     |
| 6  | OB   | Nour Mansour    |
| 7  | PO   | Zein Tahan      |
| 8  | PO   | Joseph Haboush  |
| 9  | NA   | Rony Azar       |
| 11 | NA   | Ali Nasseredine |
| 12 | NA   | Omar El Kerdi   |

| Nr | Poz. | Piłkarz              |
| -- | ---- | -------------------- |
| 14 | NA   | Ahmad Jalloul        |
| 15 | PO   | Tamer Haj Mohamad    |
| 17 | NA   | Hassan El Hajj       |
| 18 | NA   | Shibriko             |
| 19 | NA   | Hassan Hazimeh       |
| 21 | OB   | Jared Sarwat Chouman |
| 22 | OB   | Bachar Mokdad        |
| 23 | PO   | Hamze Salame         |
| 25 | OB   | Munier Raychouni     |
| 66 | PO   | Georgian Tobă        |
| 99 | BR   | Mehdi Khalil         |